# Hóa thân (Phật giáo)

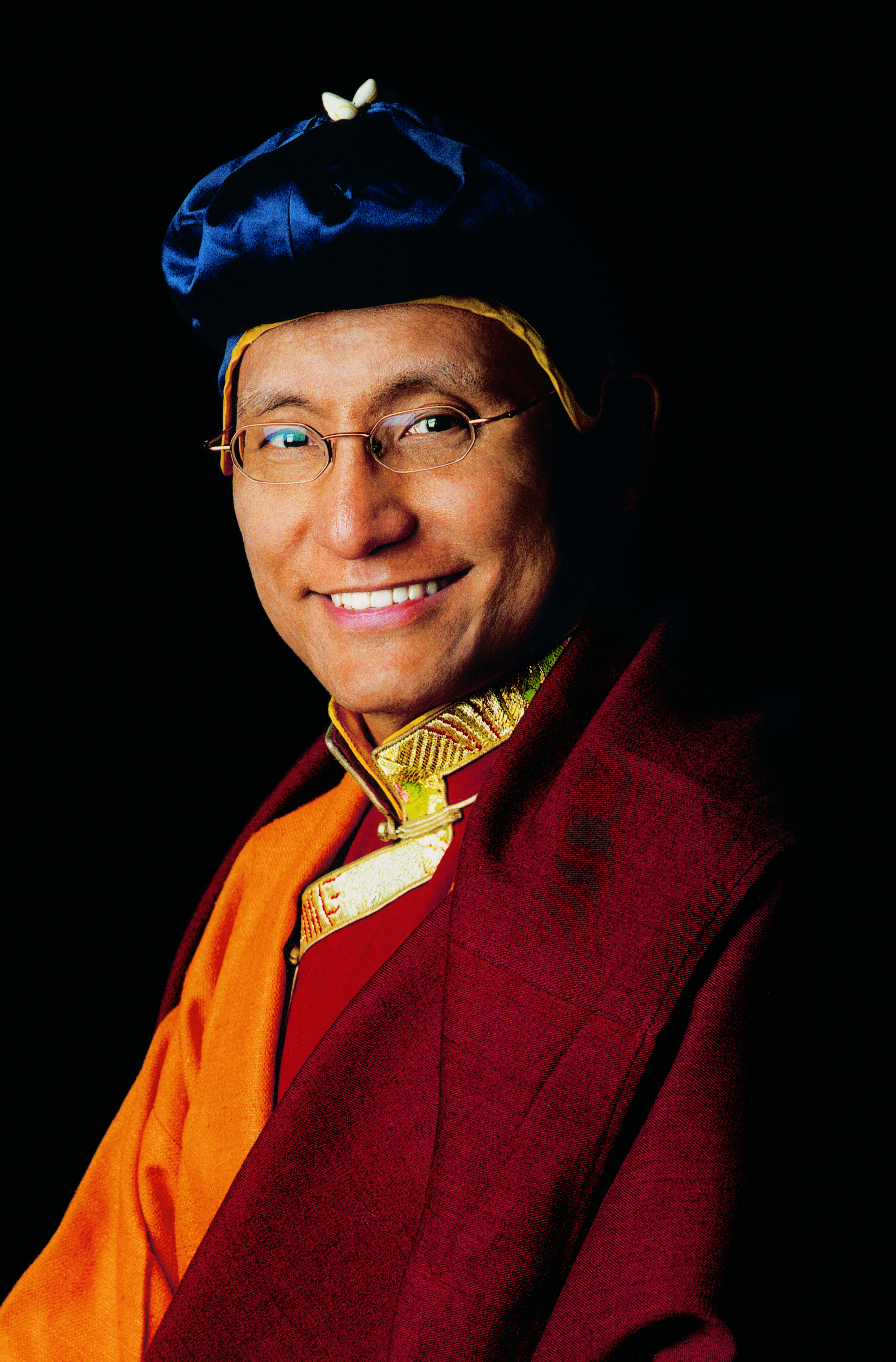
Đức Pháp vương Gyalwang Drukpa được cho là hóa thân của Tùng Tán Can Bố

Hoá thân (tiếng Phạn: Nirmāṇa-kāya; tiếng Tây Tạng: Tulku སྤྲུལ་སྐུ་; tiếng Trung Quốc: huàshēn 化身; tiếng Nhật: keshin), còn gọi là Ứng hoá thân (應化身) hoặc Ứng thân (應身), mang nhiều nghĩa và có thể được phân loại gồm:
- Thân nhất thời của Phật. Thân thị hiện. Còn gọi là Biến hoá thân (變化身). Thân thị hiện bằng năng lực thần thông. Một trong Tam thân (三身) của Phật. Thân biến hoá của Phật ứng hợp sắc tướng của chúng sinh để giáo hoá và cứu độ. Còn được gọi là Ứng thân (應身; response body);
- Khi Hoá thân và Ứng thân thuộc dạng siêu việt, thì Ứng thân được xem là biểu hiện của những vị có công hạnh tu tập siêu xuất, trong khi đó Hoá thân là thị hiện của những vị có công hạnh tu tập thấp hơn, hoặc dùng cho loài Phi nhân (không phải loài người);
- Theo giáo lý Phật giáo Nguyên thủy, thì khi một vị Phật nhập Niết-bàn cũng được gọi là "Hoá thân";
- Phật Thích-ca Mâu-ni, thân thể của Phật Thích-ca Mâu-ni.

## Tại Tây Tạng
Những người được cho là các hóa thân của các vị Phật, Bồ Tát ở Tây Tạng chỉ là do dân chúng Tây Tạng tự xem như vậy. Tại Tây Tạng, các vị Đại sư dùng từ Châu-cô (珠孤, tiếng Tây Tạng: tulku སྤྲུལ་སྐུ་, cũng được dịch là Chuyển thế giả-轉世者) để dịch thuật ngữ Nirmāṇakāya, và cũng hiểu nó như từ Hoá thân bên trên. Nhưng thêm vào đó, thuật ngữ Châu-cô cũng chỉ một hiện tượng chỉ tồn tại nơi đây và Mông Cổ. Thuật ngữ này cũng có nguồn tiếng Mông Cổ. Người ta sử dụng hai danh từ tương ưng với ý nghĩa gần như nhau là:
1. Hô-tất Lặc-hãn (呼畢勒罕, hoblighan, khublighan) với nghĩa "Tự tại chuyển sinh" (自在轉生) và
2. Hô-đồ Khắc-đồ (呼圖克圖, khutuktu), nghĩa là "Minh tâm kiến tính, sinh tử tự chủ" (明心見性生死自主).

Tại Tây Tạng, danh từ này chuyên chỉ các dòng tái sinh (tiếng Phạn: jātimālā) và các vị tái sinh, chỉ các vị khi chết không quên bản tính, đầu thai trở lại và tiếp nối chức vị và sự việc hoằng hoá trước. Đó là những người được công nhận là sự tái sinh của một người đã chết, sau khi được thử thách kiểm nghiệm. Quan điểm này phát sinh từ giáo pháp Tam thân và được áp dụng tại Tây Tạng với sự phát hiện Cát-mã-ba thứ 2, Cát-mã Ba-hi (kar ma pa kshi ཀར་མ་པ་ཀཤི་, 1204-1283). Châu-cô là một phương tiện quan trọng nhằm giữ vững sự nối tiếp bất đoạn về tinh thần và lĩnh đạo trong các trường phái Tây Tạng. Tây Tạng có 4 dòng tái sinh lớn mà dòng quan trọng nhất là Đạt-lại Lạt-ma. Ngoài ra có một số lớn các dòng tái sinh khác. Các vị Châu-cô thường được dân chúng tôn là "Phật sống" (Hoạt Phật).
Kinh điển Đại thừa đã nói đến khả năng chủ động trong sự tái sinh. Người bình thường vì chưa đoạn được vọng niệm, còn bị thần thức lôi cuốn, theo Nghiệp (Karma) mà chuyển sinh, không tự tại. Còn các vị đã cắt đứt vọng niệm, đã đoạn ô nhiễm thì chứng ngộ được Pháp tính (法性, tiếng Phạn: dharmatā), không còn bị nghiệp lực lôi cuốn trôi nổi mà ngược lại, có thể tự chủ được sinh tử, tuỳ cơ ứng biến hoằng hoá, trải qua ải tái sinh mà không bị mê hoặc. Đó là khả năng của các vị Bồ Tát đã đạt địa vị thứ tám trong Thập địa. Cùng với quan điểm Tam thân (trikāya), trong đó thân người được xem là hiển hiện của Pháp thân (sa. dharmakāya), quan niệm này là cơ sở của hiện tượng Châu-cô.
Trong phái Cát-mã Ca-nhĩ-cư (bo. karma-kagyu) của Tây Tạng, nguyên lý chủ động tái sinh được tận dụng, nhất là nhằm bảo vệ giáo pháp Đại thủ ấn (Mahāmudrā). Khi một đứa trẻ được khám phá ra là Châu-cô, các vị thầy dốc sức giúp trẻ phát triển để sớm nắm vững toàn bộ giáo pháp và tới thời kì, đứa trẻ đó lại chỉ dạy giáo pháp cho các thầy để chuẩn bị cho việc tái sinh của các vị đó. Quan niệm tái sinh cũng đóng một vai trò quan trọng trong sự lĩnh đạo, mà thí dụ rõ nhất là các vị Đạt-lại Lạt-ma. Các vị tái sinh quan trọng nhất thời nay là Đạt-lại Lạt-ma thứ 14 Đăng-châu Gia-mục-thố (bo. Tenzin gyatso, sinh 1935), giáo chủ dòng Cách-lỗ (bo. gelugpa); Cát-mã-ba Lãng-tuấn Lôi-tỉ Đa-kiệt (bo. rigpe dorje, 1924-1982), giáo chủ dòng Ca-nhĩ-cư (bo. kagyupa); Đôn-châu (bo. dujom, 1904-1987), giáo chủ dòng Ninh-mã (bo. nyingmapa) và Tát-ca-ba Tát-ca Xứ-châu (bo. sakyapa sakya trizin, sinh 1945), giáo chủ phái Tát-ca (bo. saskya).

## Hóa thân tiêu biểu
| Pháp Danh                              | Chức Vụ Tôn Giáo / Dòng Phái                                                | Là Hóa Thân của Phật, Bồ Tát, Đạo sư (Guru)                                    | Ghi Chú |
| -------------------------------------- | --------------------------------------------------------------------------- | ------------------------------------------------------------------------------ | ------- |
| Dalai Lama                             | Hoàng Đế Tây Tạng Lãnh Tụ Tôn Giáo Tây Tạng Lãnh Tụ Phái Hoàng Mạo (Gelupa) | Quán Thế Âm Bồ Tát                                                             |         |
| Ban Thiền                              | Nhân vật số 2 về chính trị, tôn giáo Tây Tạng                               | Phật A Di Đà                                                                   |         |
| Đại Bảo Pháp Vương                     | Pháp Vương dòng Karmapa                                                     | Quán Thế Âm Bồ Tát                                                             |         |
| Gyalwang Drukpa                        | Pháp Vương dòng Drukpa                                                      | Quán thế Âm Bồ Tát Đại Thành Tựu Giả Naropa Vua Tùng Tán Can Bố Đại Sư Gampopa |         |
| Gyalwang Sharmapa                      | Nhiếp Chính Vương dòng Karmapa                                              | Phật A Di Đà                                                                   |         |
| Je Khenpo Bhutan Trulku Jigme Chhoedra | Giáo chủ Thứ 70 của Vương Quốc Bhutan                                       | Phật Di Lặc (Vị lai Phật)                                                      |         |
| KhamTrul Rinpoche / Gyalwang DoKhampa  | Nhiếp Chính Vương dòng Drukpa                                               | Liên Hoa Sinh Đại Sĩ                                                           |         |
| Yongzin Rinpoche                       | Nhiếp Chính Vương dòng Drukpa                                               | Văn Thù Sư Lợi Bồ Tát                                                          |         |
| Choegon Rinpoche                       | Nhiếp Chính Vương dòng Drukpa                                               | Kim Cang Thủ Bồ Tát                                                            |         |
| Tai Siutupa Rinpoche                   | Nhiếp Chính Vương dòng Karmapa                                              | Phật Di Lặc (Vị lai Phật)                                                      |         |
| Garchen Rinpoche                       | Nhiếp Chính Vương dòng Drikung                                              | Bạch Độ Mẫu Tara                                                               |         |